# 太田興業
太田興業（おおたこうぎょう）は、大阪府大阪市浪速区に本部を置いた暴力団で、神戸山口組の二次団体。
直参21名。幹事10名。構成員数は約170人。2019年12月13日に開催された神戸山口組の事始めにおいて組長の太田守正が解散届を提出したことが報じられた。

## 略歴

### 初代
- 1964年、太田守正は、太田興業を結成し、山健組系健竜会に参画後、山健組系健竜会副会長に就任した。
- 山健組に昇格した。
- 1982年、二代目山健組に参画し、二代目山健組若頭補佐に就任した。
- 1989年5月、三代目山健組に参画し、三代目山健組舎弟頭補佐に就任した。
- 三代目山健組舎弟頭に就任した。
- 2003年、三代目山健組相談役に就任した。
- 太田興業から太田会に改称し、五代目山口組に昇格した。
- 2005年4月、六代目山口組に参画した。
- 2008年9月、太田会から太田興業に改称した。
- 2008年10月、六代目山口組から除籍処分された。
- 2015年7月、単行本「血別 山口組百年の孤独」を出版した。[2][3][4]
- 2015年12月1日、四代目山健組に参画し、四代目山健組相談役に就任した。[5][6]
- 2016年1月16日、太田興業を再結成し、神戸山口組に昇格後、神戸山口組舎弟に就任した。
- 2016年1月20日、神戸山口組舎弟頭補佐に就任した。[7]
- 2019年12月13日、太田守正が大阪府警に解散届と自身の引退届を提出。それを受けて神戸山口組は2019年12月12日付で破門処分とし太田興業は解散した。

## 当代
- 組長 - 太田守正（1937年〈昭和12年〉10月24日生、神戸山口組舎弟頭補佐／四代目山健組相談役／六代目山口組若中／五代目山口組若中／三代目山健組相談役/二代目山健組若頭補佐／山健組若中兼健竜会副会長）

## 構成
- 組 長-太田 守正(神戸山口組舎弟頭補佐）
- 若 頭-綾川 三智雄(守道会会長）
- 顧 問-谷 和彦
- 顧 問-岡川 賢二(岡川総業組長）
- 本部長-金岡 幸成(金岡総業組長）
- 若頭代行-北野 利樹(平成塾塾長）
- 組織委員長-紅野 直人(紅野組組長)
- 渉外委員長-杉本 博(二代目三坂組組長）
- 若頭補佐-堀 和弘(綾心興業組長）
- 若頭補佐-新井 龍吉(新井興業組長）
- 若頭補佐-川口 亮(二代目綾誠会会長）
- 若頭補佐-神山 一幸(綾道会会長)
- 中四国責任者-中平 哲也(中平組組長）
- 関東責任者-山口 尚人(二代目谷興業組長）
- 幹 部-石橋 拓也（守成会会長)-服役中
- 組長秘書-杉山 明
- 組織委員-山田 謙誠(山田組組長）
- 若中筆頭-家田 紘幸
- 早美 竜志(志竜会会長）
- 浜本 英夫
- 平井 保
- 江城 明
- 坂本 道俊-服役中
- 山下 綾次
- 柳田 俊介
- 杉浦 貞夫
- 杉本 治
- 滝本 征矢-服役中
- 山本 実
- 日比野 誠-服役中
- 立岡 慶悟-服役中
- 安藤 大士‐服役中
- 佐々木 権‐服役中
- 上野 広巳-服役中